# Desinència
La paraula desinència (del llatí desinĕre, acabar) ve emprada des del final del segle xvi per a indicar en diversos contextos lingüistics la part final d'una paraula.
El significat tradicional de desinència s'usa per a identificar la part de la paraula que resulta ser variable en la flexió i que coincideix en general amb la seva part final.
En una definició lexicològica més moderna i formal, però encara ambigua, amb desinència d'una paraula s'entén un morfema particular gramatical només precisable en el context de la llengua de referència.
En català, per exemple -s és la desinència del plural.
Abans, aquesta paraula també es feia servir per a definir la rima i com a sinònim de sufix. Actualment s'empra encara amb aquests significats només a l'exterior de l'àmbit tecnic lingüístic.